# Спеллер, Боб
Роберт (Боб) Спеллер (англ. Robert (Bob) Speller; 29 февраля 1956, Хейгерсвилл, Онтарио — 16 декабря 2021, Уотерфорд, Онтарио) — канадский политик и государственный деятель. Депутат Палаты общин Канады в 1988—2004 годах, министр сельского хозяйства и продовольствия Канады в 2003—2004 годах (кабинет Пола Мартина).

## Биография
Боб Спеллер родился в 1956 году в Хейгервилле (Онтарио) и много лет проживал с женой Джоан Моуланд и детьми Кристофером и Викторией на ферме близ Уотерфорда (Онтарио). Участие в политической жизни начал с должности помощника Шейлы Коппс члена федерального парламента от Гамильтона.
На парламентских выборах 1988 года Спеллер был выдвинут кандидатом от Либеральной партии в округе Халдиманд-Норфолк (позже Халдиманд-Норфолк-Брант). Ему противостоял действующий депутат парламента от Прогрессивно-консервативной партии Бад Брэдли, но Спеллер сумел одержать победу с небольшим перевесом. Он переизбирался от этого округа ещё трижды — в 1993, 1997 и 2000 годах. В его первый срок в Палате общин либералы во главе с Джоном Тернером находились в оппозиции. В эти годы Спеллер возглавлял блок депутатов-либералов от сельских округов, а также занимал в теневом кабинете посты помощника критика по торговле, а затем критика по делам молодёжи.
В 2000 году правительственный кабинет Канады сформировал либерал Жан Кретьен. В этом созыве Палаты общин Спеллер был председателем постоянной парламентской комиссии по сельскому хозяйству и продовольствию и входил в комиссию по иностранным делам и торговле, где в 1997—1998 годах возглавлял подкомиссию по международной торговле, торговым диспутам и инвестициям. В 1998—2000 годах он занимал должность парламентского секретаря по международной торговле, а в 2001 году по поручению Кретьена возглавлял рабочую группу либеральной фракции по перспективам в сельском хозяйстве.
Когда в 2003 году Кретьена сменил на посту премьер-министра другой либеральный политик, Пол Мартин, он назначил Спеллера на пост министра сельского хозяйства и продовольствия. В этой должности Спеллеру пришлось в основном заниматься решением острых кризисов в сельском хозяйстве. Первый из них начался за несколько месяцев до назначения Спеллера и был связан с засухой 2002 года и вспышкой коровьего бешенства в Канаде. Результатом последней стал отказ США и других стран от канадской говядины и живого скота. В качестве министра Спеллер сыграл ключевую роль в принятии программы временной государственной помощи сельскому хозяйству, общая сумма которой приближалась к миллиарду долларов. Из этой суммы 2/3 были распределены между животноводческими хозяйствами, пострадавшими от закрытия границ от канадского экспорта. Уже во время пребывания Спеллера на посту министра сельского хозяйства разразился новый кризис, связанный с эпизоотией птичьего гриппа H7N3 в птицеводческих хозяйствах Британской Колумбии. Этот кризис, усугубившийся, когда вирусом заразились двое работников, также пришлось решать ведомству Спеллера.
Правительство Мартина оказалось недолговечным, и уже летом 2004 года состоялись новые парламентские выборы. Перед этими выборами были изменены границы избирательных округов, и в новом округе Халдиман-Норфолк Спеллер потерпел поражение (новым депутатом стала представлявшая консерваторов Дайана Финли). Канадская федерация сельского хозяйства откликнулась на этот результат шокированным заявлением, а в редакторской колонке газеты Calgary Herald Спеллер был назван «возможно, лучшим министром сельского хозяйства, который когда-либо работал в Канаде». Тем не менее на следующих выборах, в 2006 году, он снова проиграл. Пропустив выборы 2008 года, Спеллер в последний раз попытался вернуться в парламент в 2011 году, но вновь потерпел неудачу.
После завершения парламентской карьеры Боб Спеллер обзавёлся практикой как консультант по инициативам в области сельского хозяйства и международной торговли. Он умер в результате болезни в возрасте 65 лет в декабре 2021 года в доме престарелых близ Уотерфорда, оставив после себя жену и двоих детей. Похоронен на кладбище Хейгерсвилла.